# Constantinos Kombos

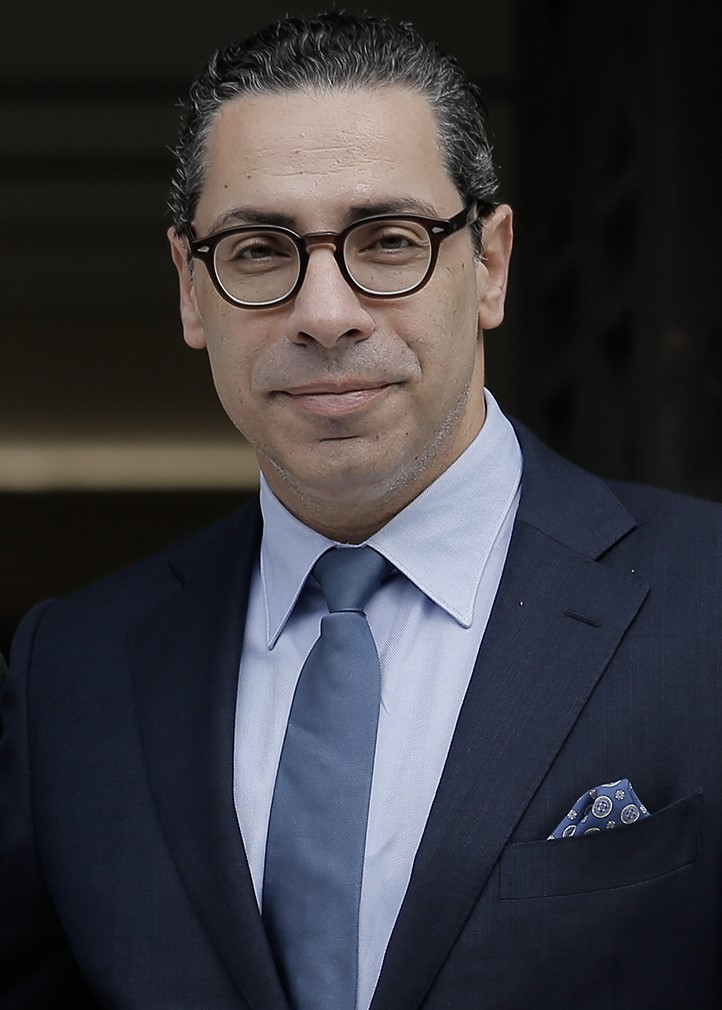
Constantinos Kombos 2023

Constantinos Kombos (auch Konstantinos Kombos, griechisch Κωνσταντίνος Κόμπος, * 1976 in Limassol) ist ein zyprischer Jurist und Hochschullehrer, der am 1. März 2023 zum Außenminister Zyperns im Kabinett Christodoulidis ernannt wurde.

## Leben und Karriere
Constantinos Kombos wuchs in Zypern auf. Er studierte nach seinem Schulabschluss Rechtswissenschaften und erwarb 1999 einen postgraduierten Abschluss in EU-Recht an der Universität Cambridge. Anschließend promovierte er an der University of Hull mit einer Doktorarbeit über das europäische Verfassungsrecht mit dem Titel „Die Verfassungsrechtsprechung des EuGH: Eine Mikro-Makro-Analyse“; seine Dissertation wurde ausgezeichnet. Während seines Studiums erhielt er verschiedene Stipendien und Auszeichnungen, unter anderem auch den „German Public Law Prize“. Von 2003 bis 2006 war er Dozent für Öffentliches Recht und EU-Recht an seiner Alma Mater in Hull.
Kombos wurde Gründungsmitglied der juristischen Fakultät der Universität Zypern, an der er ab 2006 als Dozent zyprisches Verfassungsrecht, EU-Recht, zyprisches und europäisches Öffentliches Recht sowie vergleichendes Verfassungsrecht unterrichtete. 2011 wurde er Assistenzprofessor und 2016 beförderte man ihn zum außerordentlichen Professor.
Kombos war außerdem 2017 als Gastdozent an der japanischen Waseda-Universität Tokio und 2016 an der National University of Singapore. 2018 dozierte er als Gastprofessor am Boston College.
Er schrieb sechs juristische Fachbücher (Stand 2023) und veröffentlichte zahlreiche Artikel in anderen Fachbüchern und in Fachzeitschriften, die auch übersetzt wurden. Mehrfach vertrat er Zypern bei FIDE (Fédération Internationale pour le droit européen) Kongressen sowie bei Kongressen zum Rechtsvergleich (Comparative Law Congresses).
2014 wurde er Mitglied des Anwaltsteams, das den griechisch-zyprischen Unterhändler und den Präsidenten der Republik bei den Gesprächen zur Lösung des Zypernkonflikts berät. In diesem Zusammenhang nahm er an mehreren Arbeitsgruppen und an den Verhandlungen in Zypern, Genf und Crans-Montana teil.
Am 1. März 2023 berief ihn der zyprische Präsident Nikos Christodoulidis in sein Kabinett als Außenminister. Während seiner Amtszeit plant Kombos, das Außenministerium zu modernisieren und den Prozess der Digitalisierung zu fördern. Er gab ferner in einem Interview an, dass das Ministerium flexibler werden und seine Struktur ändern müsse, um effektiv zu arbeiten, auch in Anbetracht der Tatsache, dass die Republik Zypern in der ersten Hälfte des Jahres 2026 die EU-Ratspräsidentschaft innehaben werde.
Kombos ist mit Maria Hadjisolomou verheiratet.

## Veröffentlichungen (Auswahl)
- The ECJ and Judicial Activism: Myth or Reality? Sakkoulas Ekdoseis, 2010, ISBN 978-960-445-554-6.
- The Doctrine of Necessity in Constitutional Law. Sakkoulas Ekdoseis, 2015, ISBN 978-960-568-283-5.
- The Impact of EU law on Cypriot Public Law. Sakkoulas Ekdoseis, 2015, ISBN 978-960-568-324-5.
- Κυπριακό Συνταγματικό Δίκαιο. Θεωρία, Οργάνωση και Πράξη (Zyperns Verfassungsrecht. Theorie, Organisation und Praxis). Nomiki Vivliothiki, 2021, ISBN 978-960-654-319-7.